# Chantal Deruaz
Chantal Deruaz est une comédienne française formée au Conservatoire national supérieur d'art dramatique de Paris.

## Filmographie
- 1981 : Diva : Nadia
- 1982 : Que les gros salaires lèvent le doigt ! de Denys Granier-Deferre : Solange
- 1982 : Le Retour de Martin Guerre de Daniel Vigne : Jeanne
- 1983 : L'Ami de Vincent de Pierre Granier-Deferre : Séverine

## Théâtre
- 1972 : Occupe-toi d'Amélie de Georges Feydeau, mise en scène Jacques-Henri Duval, Théâtre des Célestins
- 1973 : Le Prince travesti de Marivaux, mise en scène Daniel Mesguich, Conservatoire national supérieur d'art dramatique
- 1973 : Le Paysan parvenu d'Albert Husson d'après Marivaux, mise en scène Jean Meyer, Théâtre des Célestins
- La Fugitive de Jean-Pierre Sarrazac, mise en scène Jean-Yves Lazennec
- Antigone de Bertolt Brecht, mise en scène Jean-Louis Martin-Barbaz
- La Double Inconstance de Marivaux, mise en scène Jacques Rosner
- Les Estivants de Maxime Gorki, mise en scène Michel Dubois
- Ainsi va le monde de William Congreve
- 1983 : La Chienne dactylographe de Gilles Roignant, mise en scène Daniel Benoin, Comédie de Saint-Étienne
- Les Poupées de Martin Provost, mise en scène Guy Rétoré
- Le roi se meurt d'Eugène Ionesco, mise en scène Michel Bouquet
- 2006 : Tragique Academy, mise en scène d'Antoine Séguin
- 2008 : Voyage en Sicile, 2 pièces en un acte de Luigi Pirandello (La Fleur à la bouche et Cédrats de Sicile), mise en scène de Jean-Yves Lazennec, Théâtre de l'Athénée

Elle travaille aussi pour le cinéma et la télévision.